# Си Си Кеч
Си Си Кеч (C. C. Catch), сценичен псевдоним на Каролине Катарина Мюлер (на немски: Caroline Catharina Müller), е немско-нидерландска поп-изпълнителка, диско-звезда от 1980-те години.

## Биография
Родена е на 31 юли 1964 г. в малкото градче Ос в Нидерландия. Баща ѝ Юрген e германец, а майка ѝ Корри – нидерландка. До 14-годишната си възраст Каролине живее с майка си в Нидерландия, а баща ѝ е в Германия. По инициатива на майката през 1979 г. двете заминават за Бюнде – Германия, за да бъдат цялото семейство заедно. Каролине учи дизайн на дрехи, а в свободното си време обича да взема уроци по китара и да пее песните на световните звезди. С подкрепата на семейството си често се явява на конкурси за млади музикални таланти. Пътят ѝ към успеха обаче е осеян с много фалстартове. Първият ѝ сценичен псевдоним е Карол Деан – измислен ѝ от продуцента и композитор Петер Кент. Под негов натиск Каролине се присъединява към женския вокален квартет „Optimal“ през 1980 г. Те подписват договор за издаването на 2 сингъла, единият от които е „Er war magnetish“.

## Сътрудничество с Дитер Болен
През 1985 г. Каролине Мюлер се явява на конкурса „Търсене на таланти“ в Хамбург в състава „Optimal“. Там присъства и Дитер Болен от нашумелия тогава дует Modern Talking. Същата вечер той я поканва в студиото, за да я прослуша, и ѝ предлага да подпише едногодишен договор. Каролине приема. От този момент нататък нейната кариера започва да расте стремглаво нагоре и Дитер я изстрелва в космоса на световните звезди. Въпреки че тогава Модърн Токинг са на върха на успеха, Болен намира време и за новия си проект. Той комбинира първите букви на имената ѝ Caroline Catharina с английското catch.
Точно за рождения ѝ ден – 31 юли 1985 г. Дитер Болен пуска първия ѝ сингъл „I can lose my heart tonight“ (Мога да загубя сърцето си тази нощ). Песента е толкова успешна, че стои седмици наред в Топ 10 на много европейски класации заедно с песните на „Модърн Токинг“. В Германия тя е в Топ 13. Сингълът се появява на малка плоча, издаден в макси сингъл вариант, но на обложката липсва снимка и никой не знае коя е изпълнителката.

## 1986
През февруари 1986 г. Си Си Кеч пуска втори макси сингъл „Cause you are young“ (Защото си млад), който е още по-успешен от първия и влиза в Топ 10 на Германия. На върха на тази слава е пуснат и първият албум „Catch the Catch“
(игра на думи с псевдонима ѝ, което може да се преведе като „Хвани Си Си Кеч“. Албумът става платинен  и е номер 6 в Германия.  Съдържа 8 песни, като 7 от тях са представени в дългите им версии. На обложката на албума е сниман домашния ѝ любимец – котаракът Морти, за когото тя се грижи като малко дете. Шест от песните в албума стават доста популярни хитове. Компанията „Hansa“ пуска и третия сингъл „Strangers by night“ (Непознати в нощта), който също е в Топ 10.  Веднага след пускането на албума певицата предприема първото си голямо европейско турне. Публиката – млади и възрастни – е толкова силно очарована от брилянтния ѝ глас, че пресата заслужено ѝ дава титлата „кралица на евродиското“.
На 01.09.1986 г. е пуснат и четвъртият сингъл „Heartbreak hotel“ (Хотелът на разбитите сърца). Парчето разбива всички рекорди на лонг-плея и също е в Топ 10.  По това време певицата получава първата си награда „Златен лъв“, редом с имена като Крис Норман и „Модърн Токинг“. Следва и хитът „Heaven and hell“ (Небе и ад), който е същинска диско класика и попада на 13-о място  в поп класацията на Германия и в Топ 10 на много чуждестранни класации. Към него е заснет видеоклип на който са изобразени живи пантери и паяци, които дебнат в тъмното, а текстът на песента е своеобразно предупреждение за всички млади красиви момичета да бъдат внимателни, когато ходят да се забавляват през нощта.
Точно преди Коледа на 08.12.1986 година е пуснат и вторият албум, озаглавен „Welcome to the heartbreak hotel“, който е още по-успешен от първия и се продава в повече копия. Хитовете на Си Си Кеч оглавяват класациите на Белгия, Испания и Скандинавските страни.
През цялата 1986 година певицата участва в много телевизионни шоу програми, наред с „Модърн Токинг“, което неминуемо оставя трайно впечатление у всички. Затова след пускането на втория албум на запад се появяват и първите критики. Си Си Кеч е обвинена в това, че всичко което прави много наподобява на стила и на песните на Modern Talking. В отговор на тези твърдения Каролине заявява хладнокръвно: „Дитер Болен ми е продуцент, а също така той продуцира и Modern Talking. Така, че влиянието му е очевидно в моите песни ... но аз се надявам, че с течение на времето, аз ще оформя мой собствен определен стил.“. 

## 1987
На 11.05. 1987 г. излиза и шестият сингъл „Are you man enough“ (Достатъчно ли си мъж) – песен, която, както четем в автобиографичната му книга „Нищо друго, освен истината“ първоначално Дитер Болен пише за Бриджит Нилсън, половинката на Силвестър Сталоун, който е отправил молба към Дитер да направи от Бриджит суперзвезда. Когато Болен заминава за Лос Анжелис, Бриджит Нилсън го посреща на филмовата площадка на „Полицаят от Бевърли Хилс 2“. След снимките отиват в студиото да запишат песента, но Болен установява, че песента не подхожда на гласа ѝ, и в крайна сметка я подарява на Каролине Мюлер (Си Си Кеч). Песента е номер 1 в много европейски радиостанции и летен хит. След излизането и на 7-ия сингъл „Soul survivor“ (С оцеляла душа) броят на почитателите на певицата се увеличава още повече. На обложката на плочата тя се появява с нов имидж – късо подстригана и изрусена, в резултат на което много фенове сред момичетата започват да ѝ подражават. Имиджа си дължи на модна къща „Клеопатра“ в Париж. „Soul Survivor“ става неизменно №1 в дискотеките, а в германската поп класация песента попада в Топ 17.  Във видеоклипа към песента за първи път е представена хореография на модерен мъжки балет.
На 26.10.1987 излиза и третият студиен албум „Like A Hurricane“ (Като ураган). Албумът съдържа 9 песни, като 3 от тях са представени в дългите им версии. В това време Томас Андерс напуска „Модърн Токинг“. Появяват се слухове, че Си Си Кеч ще заеме неговото място, но след известно мълчание става ясно, че Дитер Болен основава нова група Blue System, в която сам става водещ вокалист.
В началото на декември Си Си Кеч гостува в България, като изнася рецитал от няколко песни в зала „Фестивална“, заснет от Българската Национална Телевизия и излъчен за първи път на 4 януари 1988 г. в 22:05 ч. по Първа програма и многократно повтарян след това до края на годината по желание на зрителите. Рециталът се счита за истинска сензация по онова време, дори от журналистите в БНТ.

## 1988
На 26 март 1988 г. Си Си Кеч получава специалната награда на Радио Шлезвиг-Холщайн „GOLD“ за нейния специален принос към немската поп-музика, след което се отправя на европейско турне – Германия, Нидерландия, Испания, Белгия, Люксембург, Дания, Швеция, Италия и в страни от Източна Европа.
През май същата година се появява съвсем нова по звучене песен – „House of mystics lights“ (Къща с мистични светлини). В песента е включен речитатив на рапъра Captain Holliwood и представлява смесица от рап и евродиско. Тя става летен хит и е популярна в цяла Европа. Клипът към песента е заснет в Лас Вегас, а тя става пилотен сингъл към албума „Diamonds“ (Диаманти) – представляващ сборник от най-доброто до този момент от Си Си Кеч, като в него освен нея са включени още две нереализирани до този момент песни на певицата – „Don't shoot my sheriff“ (Не убивай моя шериф) и „Do you love as you look“ (Обичаш ли, колкото изглежда). По това време критиката отново отправя упреци към певицата, че песните ѝ и всичко, което прави много наподобява на стила на „Модърн Токниг“ и „Блу Систъм“. По този повод Каролине помолва Дитер Болен да ѝ разреши и тя да участва в творческия процес и в написването на песни за албумите си в бъдеще, на което Дитер отговаря рязко: „Не“. Той иска всичко да бъде под негов контрол. Отношенията им се влошават. В резултат на това Болен отказва да пусне следващия албум, но благодарение на настояването на Луис Родригес и компанията „Hansa“ в края на есента е пуснат албумът „BIg Fun“ който излиза на 12.12.1988 г. От него хитове стават песните „Backseat of your cadillac“ (Задната седалка на твоя кадилак) – достигнал 10 място в класацията  и „Nothing but a heartache“ (Нищо друго освен една болка) – който е последната Боленова песен за певицата – достигнала до гореща десетка в Нидерландия и Германия. Албумът става платинен в Испания.

## 1989
През 1989 г. певицата получава за втори път специалната награда „Златен лъв“, която я отличава, като най-хитов и популярен изпълнител за изминалата 1988 година. Подобна награда имат и Модърн Токинг, когато са на върха на славата си през 1985 и 1986.
Въпреки развалените си отношения с Дитер Болен, Си Си Кеч работи с него до средата на 1989 г., напуска Германия и се премества да живее в Лондон. В същото време в Германия се появява албумът „Super 20“. Това обърква феновете. В албума има само стари песни, като водеща песен пусната като сингъл е „Summer Kisses“. Песента съвсем не е лоша, но не постига успеха, който са имали предишните ѝ сингли.
На гостуването си в Испания певицата се среща с екс-мениджъра на Джордж Майкъл Саймън Бел. Той е заинтересуван от нейния глас. Поканва я в Лондон и я запознава с Енди Тейлър – продуцент и екс-участник на групата Дюран Дюран, с когото подготвя няколко песни за новия си албум. Запознава се с JO DWORNIAK и Дейв Клейтън, които също правят няколко песни за Каролине. В края на краищата е пуснат албума „Hear What I say“ (Чуй какво казвам), издаден от нова звукозаписна компания – „Polygram Metronome“. Във връзка с работата по албума Си Си Кеч споделя: „Чувствам се много щастлива. Това е първият път, когато съм била в производството на албум от началото до края. Никой не е взел никакво решение, без да иска становище от мен и съм в съавторство в 7 от песните“.  Песните в албума звучат много по-различно от предишните.
В края на 1989 г. е пусната първата не Боленова песен от албума, озаглавена „Big time“, чието звучене е съвсем различно от познатия ѝ дотогава стил Hi-NRG! Когато обаче това става, в Германия Дитер пуска контра-сингъла „Baby I need your love“. Това е една от причините за неуспеха на „Big time“. В същото време Болен предявява съдебен иск, тъй като той е регистрирал псевдонима „C.C.CATCH“. Започват съдебни спорове между него и Каролине Мюлер и в крайна сметка съдът отсъжда псевдонима в полза на певицата, като нейно сценично право, а Каролине Мюлер е длъжна да заплати за него милион и половина долара на Дитер Болен. В клипа на сингъла „Big time“ Си Си Кеч е представена с нова визия – тъмна къдрава дълга коса, а дрехите ѝ са изцяло черни. Песента обаче няма успеха на старите Боленови песни.
След пускането на втория сингъл от албума „Midnight hour“ Дитер Болен пуска втори контра-сингъл – „Good guys only win in movies“. „BMG“ прави бойкот на „Polygram Metronome“ и проваля успеха на албума. Си Си Кеч разбира, че Дитер Болен ще води тази война и занапред, за да провали всичките ѝ бъдещи проекти, доколкото може. В публичното пространство отекват думите му отправени към Каролине: „Аз те създадох и аз ще те унищожа!“ По повод на това тя решава да прекрати за известно време музикалната си кариера.
Въпреки това в годините от 1990 до 1998 откликва на всяка покана за концертни гостувания, като твърде често посещава бившия СССР, където се ползва със забележителен успех.

## 1998 – 2012
Когато през 1998 г. „Модърн Токинг“ отново нашумяват в цяла Европа, Си Си Кеч се завръща при Дитер Болен, който пуска 2 кавър-версии на „I can lose my heart tonight“ и „Soul survivor“. До нов албум обаче не се стига. Двамата отново се разделят.
След това певицата пуска 3 сингъла – „Shake your head“ – единствената ѝ песен, достигнала №1 в немския сингъл чарт през 2003 г., „Silence“ – 2004 г. и „Unborn Love“ – 2010 г. През 2006 година по време на концертно турне в Русия певицата получава и специалната награда – Ордена на руската организация за мир Миротворец
Днес Си Си Кеч и Дитер Болен вече не враждуват, а са само приятели.
На официалния си немски сайт в обръщение към феновете си Си Си Кеч обявява 2012 като последна година в музикалната си кариера. Много известни имена в попмузиката творят десетки години наред, за да постигнат броя на хитовете, които Си Си Кеч изкарва само за 5 години в 5 поредни албума – над 20 хитови парчета. Това несъмнено компенсира липсата на нови албуми напред във времето, защото музиката ѝ ще си остане класика в жанра.

## Дискография

### Студийни албуми
- 1986 – Catch The Catch (Hansa) #1 Germany, #7 Belgium, #2 Yugoslavia, #8 Switzerland

1. „'Cause You Are Young“ (4:43)
2. „I Can Lose My Heart Tonight“ (5:53)
3. „You Shot A Hole In My Heart“ (5:15)
4. „One Night’s Not Enough“ (3:22)
5. „Strangers By Night“ (5:42)
6. „Stay“ (5:47)
7. „Jump In My Car“ (4:36)
8. „You Can Be My Lucky Star Tonight“ (5:19)

- 1986 – Welcome To The HeartBreak Hotel (Hansa) #2 Germany, #15 Belgium, #21 Norway, # 14 Yugoslavia

1. Heartbrake Hotel – 3:40
2. Picture Blue Eyes – 3:35
3. Tears Won't Wash Away My Heartache – 4:24
4. V.I.P (They're Callin' Me Tonight) – 3:33
5. You Can't Run Away From It – 3:17
6. Heaven and Hell – 3:46
7. Hollywood Nights – 3:17
8. Born on the Wind – 3:55
9. Wild Fire – 3:42
10. Stop – Draggin' My Heart Around – 3:09

- 1987 – Like A Hurricane (Hansa) # 2 Yugoslavia, #15 Germany

1. Good Guys Only Win in Movies – 5:45
2. Like a Hurricane – 3:16
3. Smoky Joe's Café – 3:44
4. Are You Man Enough – 3:39
5. Don't Be a Hero – 3:35
6. Soul Survivor – 5:12
7. Midnight Gambler – 4:29
8. Don't Wait Too Long – 3:25
9. Dancing in Shadows – 3:36

- 1988 – Diamonds (Hansa) #1 Yugoslavia, #19 Germany

1. House of mystics lights – 4:08
2. Are you man enough – 3:37
3. Cause are young – 3:30
4. Don't shoot my sheriff – 3:08
5. Heartbreak hotel – 3:34
6. Soul Survivor – 3:15
7. Do you love as you look – 3:32
8. I can lose my heart tonight – 3:50
9. Strangers by night – 3:39
10. Heaven and hell – 3:40

- 1988 – Big Fun (Hansa) #7 Germany, # 22 Yugoslavia, #40 Belgium

1. Backseat Of Your Cadillac – 3:24
2. Summer Kisses – 3:51
3. Are You Serious – 3:07
4. Night In Africa – 4:09
5. Heartbeat City – 3:38
6. Baby I Need Your Love – 3:03
7. Little By Little – 3:06
8. Nothing But a Heartache – 3:02
9. If I Feel Love – 3:42
10. Fire Of Love – 3:00

- 1989 – Hear What I Say (Metronome Musik GmbH) #25 Germany

1. Midnight Hour (Cyndi Valentine, Tony Green) – 4:35
2. Big Time (C.C. Catch, Georg Koppehele, Martin Koppehele) – 3:51
3. Love Away (C.C. Catch, Dave Clayton, Jo Dworniak) – 4:12
4. Give Me What I Want (C.C. Catch, Dave Clayton, Jo Dworniak) – 3:47
5. I'm Gonna Miss You (Mennana Szimanneck, Peter Szimanneck) – 5:40
6. Backgirl (Andreas Van Kane, Nicholas Marriot) – 3:31
7. Can't Catch Me (C.C. Catch, Dave Clayton, Jo Dworniak) – 3:51
8. Hear What I Say (C.C. Catch, Dave Clayton, Jo Dworniak) – 3:49
9. Nothing's Gonna Change Our Love (C.C. Catch, Dave Clayton, Jo Dworniak) – 3:50
10. Feels Like Heaven (C.C. Catch, Dave Clayton, Jo Dworniak) – 5:20

- 2017 – The Album (Remastered) (Italo Box Music)

1. Medley 2010 (6:46)
2. You Are My World (Radio Version) (4:24)
3. Supernature (3:24)
4. Unborn Love (Remastered) (3:38)
5. I Can Lose My Heart Tonight 2010 (Remastered) (3:50)
6. Cause You Are Young (New Version) (3:38)
7. Back Seat Of Your Cadillac (New Version) (3:45)
8. You Are My World (Extended Mix) (6:03)
9. I Can Lose My Heart Tonight 2010 (Extended Mix) (5:45)
10. Unborn Love (Extended Mix) (5:51)
11. Unborn Love (Millennium Style Edit) (3:59)
12. Unborn Love (Millennium Style Remix) (5:51)
13. Back Seat Of Your Cadillac 2017 (Extended Mix) (6:31)

### Компилации
- 1988 – Diamonds: Her Greatest Hits (Hansa)
- 1990 – Super 20 (Ariola Express)
- 1991 – Backseat of Your Cadillac (Ariola Express)
- 1994 – Super Disco Hits (Ariola Express)
- 1998 – Best of '98 (Hansa)
- 2000 – Heartbreak Hotel (Ariola Express)
- 2000 – Best of C. C. Catch (Ariola Express)
- 2003 – In the Mix (Hansa)
- 2005 – Catch the Hits (Edel)
- 2005 – The 80's Album (Edel)
- 2006 – Maxi Hit Sensation-Nonstop DJ (Edel)
- 2007 – Ultimate C. C. Catch (Edel)
- 2011 – 25th Anniversary Box (4ever Music)
- 2017 – Hits & More (Frontline Productions & Records)
- 2018 – Greatest Hits (Ear Music)
- 2022 – The Best (Ear Music, Edel)

### Сингли
1. 1985 – I Can Lose My Heart Tonight (Hansa) #7 Испания #13 Германия #19 Швейцария,#24 Австрия
2. 1986 – Cause You Are Young (Hansa) # 1 Югославия, #2 Белгия, #3 Гърция, #6 Испания, #8 Швейцария, #9 Германия, #28 Австрия
3. 1986 – Strangers By Night (Hansa) # 3 Югославия, #6 Гърция, #9 Германия, #10 Испания, #11 Швейцария, #15 Австрия
4. 1986 – Heartbreak Hotel (Hansa) #3 Испания, # 7 Югославия, #8 Германия, #9 Гърция, #13 Швейцария, #22 Австрия
5. 1986 – Heaven & Hell (Hansa)# 2 Югославия, # 2 Испания,# 3 Гърция, #13 Германия, #19 Швейцария, #35 Норвегия, #47 Белгия,
6. 1987 – Are You Man Enough (Hansa)#9 Югославия, #10 Германия,#20 Гърция, #28 Швейцария,
7. 1987 – Soul Survivor (Hansa) #1 Испания, #3 Югославия, #17 Германия, UK # 96,
8. 1988 – House Of Mystic Lights (Hansa) # 1 Югославия, #7 Испания, #22 Германия
9. 1988 – Backseat Of Your Cadillac (Hansa) #6 Испания, #10 Германия, # 12 Югославия,
10. 1989 – Nothing But A Heartache (Hansa) #1 Германия, #14 Испания, # 22 Югославия
11. 1989 – Summer Kisses (Hansa) #37 Германия, # 30 Югославия
12. 1989 – Big Time (Metronome Musik GmbH) #26 Германия
13. 1989 – Midnight Hour (Metronome Musik GmbH) #21 Германия
14. 1998 – C.C. Catch Megamix '98 (BMG Berlin Music GmbH) #5 Германия
15. 1998 – I Can Lose My Heart Tonight '98 (BMG Berlin Music GmbH) #40 Германия,
16. 1998 – Soul Survivor – #1 Перу, #8 Испания
17. 2003 – Shake Your Head #1 Германия, #8 Норвегия, #19 Белгия, #34 Великобритания,
18. 2004 – Silence (with Leela) #47 Германия
19. 2010 – Unborn love #5 Испания